# Minette Walters

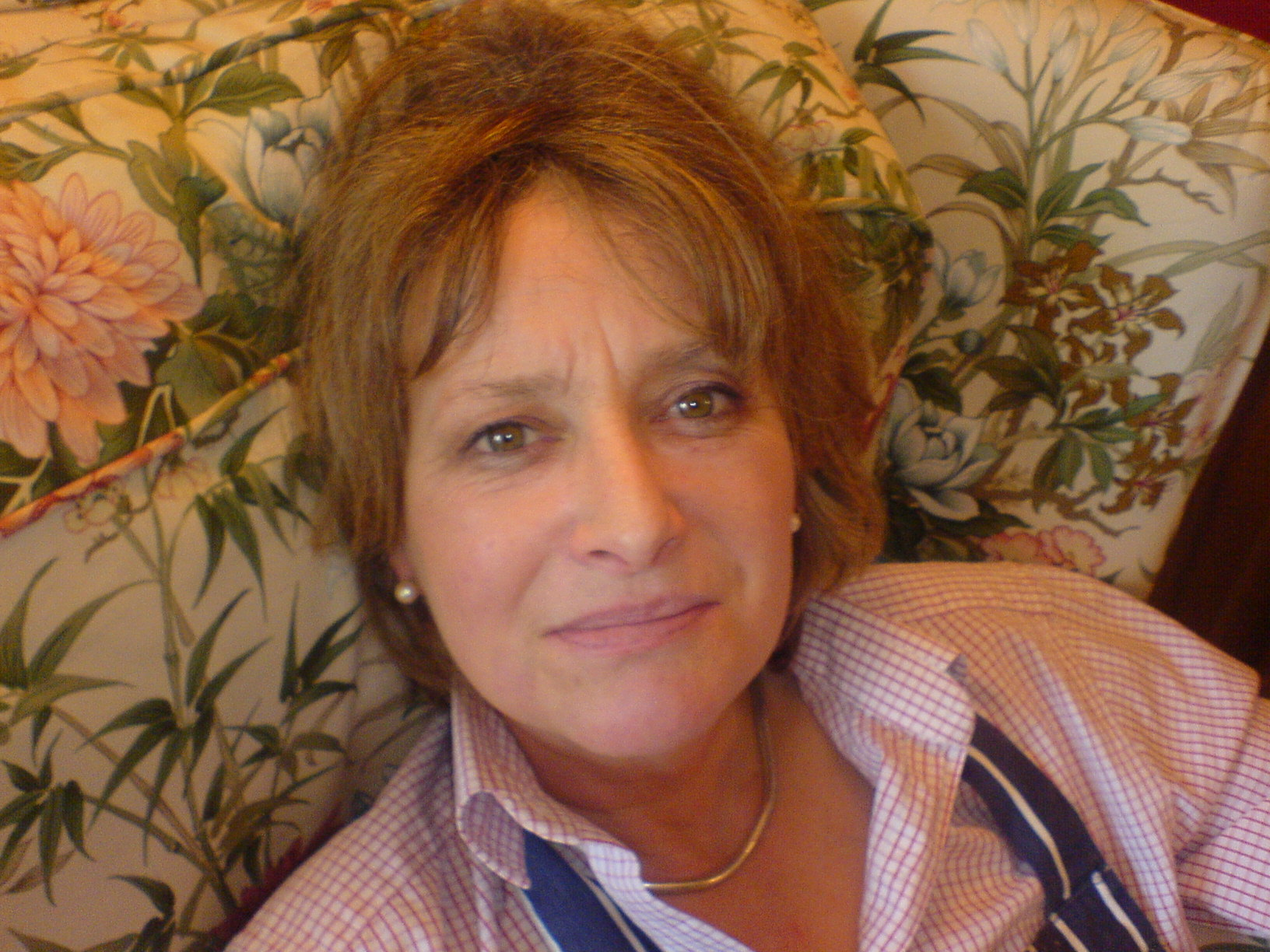
Minette Walters

Minette Walters, född 26 september 1949 i Bishop's Stortford, Hertfordshire, är en brittisk deckarförfattare, vars verk är en blandning av psykologiska thriller och pusseldeckare. 
Walter började som journalist och tidskriftsredaktör, innan hon blev författare inom kriminallitteraturen. För sina kriminalromaner har hon belönats med flera priser. Walters bor utanför Dorchester med make och två söner. Flera av hennes böcker har filmatiserats och visats i svensk TV.

## Priser och utmärkelser
- The New Blood Dagger 1992 för The Ice House
- Edgarpriset 1994 för The Sculptress
- The Gold Dagger 1994 för The Scold's Bridle
- Palle Rosenkrantz-priset 2001 för Syreparken
- The Gold Dagger 2003 för Fox evil